# 伊恩·沃姆斯利
伊恩·沃姆斯利，CBE（英語：Ian A. Walmsley，1960年1月13日—）是一位英国物理学家，现为伦敦帝国学院教授，2012年当选英国皇家学会会士，2018年任美国光学学会会长，主要作品入选牛津通识读本的《光学》（Light）等。